# Нове Любєєво
Нове Любєєво (пол. Nowe Lubiejewo) — село в Польщі, у гміні Острув-Мазовецька Островського повіту Мазовецького воєводства.
Населення — 138 осіб (2011).
У 1975-1998 роках село належало до Остроленцького воєводства.

## Демографія
Демографічна структура станом на 31 березня 2011 року:
|          | Загалом | Допрацездатний вік | Працездатний вік | Постпрацездатний вік |
| -------- | ------- | ------------------ | ---------------- | -------------------- |
| Чоловіки | 74      | 18                 | 49               | 7                    |
| Жінки    | 64      | 10                 | 32               | 22                   |
| Разом    | 138     | 28                 | 81               | 29                   |